# تبديل متناوب
في الرياضيات التوافقية، التبديل المتناوب أو التبديل المتعرج
(بالإنجليزية: Alternating permutation أو Zigzag permutation)‏ للمجموعة {1، 2، 3، ...، n} هو تبديل لتلك الأعداد بحيث يكون كل مدخل أكبر أو أقل من المدخل السابق بالتناوب. على سبيل المثال، التباديل المتناوبة الخمسة لـ {1، 2، 3، 4} هي:
- 1, 3, 2, 4        لأن       1 < 3 > 2 < 4،
- 1, 4, 2, 3        لأن       1 < 4 > 2 < 3،
- 2, 3, 1, 4        لأن       2 < 3 > 1 < 4،
- 2, 4, 1, 3        لأن       2 < 4 > 1 < 3، و
- 3, 4, 1, 2        لأن       3 < 4 > 1 < 2.

دُرس هذا النوع من التبديل لأول مرة من قبل ديزيري أندريه في القرن التاسع عشر.
يسمى تحديد العدد An من التباديل المتناوبة للمجموعة {1 ، ... ، n} معضلة أندريه. إذا كان n عددًا زوجيًّا، فإن An يُعرف بعدد القاطع (نسبة لدالة القاطع)، بينما إذا كان n فرديًا فإنه يُعرف بعدد الظل (نسبة لدالة الظل). تأتي هذه الأسماء الأخيرة من دراسة الدالة المولدة للمتتالية.

## أمثلة
| {\displaystyle n} | تباديل Up-Down                                        | تباديل Down-Up                                        | عدد |
| ----------------- | ----------------------------------------------------- | ----------------------------------------------------- | --- |
| 2                 | (1,2)                                                 | (2,1)                                                 | 2   |
| 3                 | (1,3,2), (2,3,1)                                      | (2,1,3), (3,1,2)                                      | 4   |
| 4                 | (1,3,2,4), (1,4,2,3), (2,3,1,4), (2,4,1,3), (3,4,1,2) | (2,1,4,3), (3,1,4,2), (3,2,4,1), (4,1,3,2), (4,2,3,1) | 10  |